# 桑珠颇章
桑珠颇章（藏語：བསམ་གྲུབ་ཕོ་བྲང་།，威利转写：bsam grub pho brang，THL：Samdrup Podrang），位于西藏自治区拉萨市城关区八廓南街吉堆巷口，是一座古建筑大院，现为民居。

## 简介
该建筑是拉萨市文物管理局1998年登记挂牌的“拉萨古建筑保护院”之一，门口挂有写着“桑珠颇章大院”的拉萨古建筑保护院标志牌。
桑珠颇章坐北朝南，是1642年专为蒙古和硕特部首领固始汗兴建的豪宅。1642年，蒙古和硕特部首领固始汗率和硕特部攻入西藏，建立了统治西藏约80年的甘丹颇章。1653年，固始汗接受清朝顺治帝册封，翌年病逝于拉萨哲蚌寺。固始汗死后，和硕特部在西藏的统治逐渐削弱。后来，桑珠颇章被七世达赖的父亲索朗达吉（索诺木达尔扎）拥有。
索朗达吉非常能干，善于办事。1729年，雍正帝在北京接见了索朗达吉，封其为公爵。不久，西藏山南地区大片土地及桑珠颇章也归于索朗达吉。索朗达吉死后，七世达赖之弟恭格丹津由乾隆帝封为公爵。这个桑珠颇章家族成为西藏四大家族之一。
1980年代左右，桑珠颇章被“农机公司”占用，出售农药、种子、农用机械等。后来，桑珠颇章成为民居。
2009年时，走进吉堆巷，可见八廓街办事处，进入办事处的院子，北面就是桑珠颇章。和八廓街上其他房子一样，桑珠颇章外墙被刷成白色，窗户则为黑色的梯形。许多摊位挡住了桑珠颇章的门面。一层临街是三家商店，四家茶馆；西侧设有一个公厕。顺着石梯而上，可来到桑珠颇章的二层，中间为一块平地，周围有十余间房子，是西藏自治区人民医院联办社区卫生服务站。据八廓街办事处的工作人员介绍，过去他们在这里办公，后来在旁边新修了八廓街办事处的办公室，方才迁出这里。桑珠颇章在二层的基础上还新修了三层，三层北面有三间房，东面小院内有四间房，南面三间房住满了人，一部分是八廓街办事处的工作人员居住，一部分作为出租房。
2012年前后，桑珠颇章进行了维修。
- 临八廓南街面
- 临吉堆巷面